# Idyanthe dilatata
Idyanthe dilatata är en kräftdjursart som först beskrevs av Georg Ossian Sars 1905.  Idyanthe dilatata ingår i släktet Idyanthe och familjen Tisbidae. Inga underarter finns listade i Catalogue of Life.